# エンキ

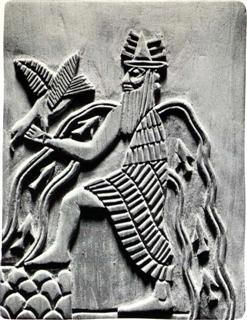
エンキ

エンキ（シュメール語: 𒂗𒆠 - DEN.KI(G) - Enki）は、メソポタミア神話の神である。

## 呼称
エンキの正確な意味は不明であるものの、一般的には「地の王（Lord of the Earth）」を表す（シュメール語でenは「王」、kiは、不明もしくは「盛り土、小山（mound）」の意）。
のちのバビロニア神話では、都市エリドゥの守護神エア（アッカド語: Ea）として知られる。エアの名前の語源はフルリ語ともセム系の言語ともいわれているが、「生命」「泉」「流れる水」などを意味する“hyy”と考えられている。

## 前史 - エリドゥの神殿 -
エンキの神殿は、ユーフラテス川の湿地帯の中で、当時としてはペルシャ湾口に近い部分に位置する都市エリドゥにあり、一つの敷地内に18の神殿が存在した。主神殿は「エエングラ」（é-engur-a：深き水の王の家）、もしくは「エアブズ」（é-abzu：水の家）と呼ばれており、地下には水の領域が存在していた。
18の神殿のうち、最も小さいものが最古のものである。その小部屋には紀元前5,000年にさかのぼる清浄な砂が置かれており、壁龕、前庭、祭壇、2つの教壇、犠牲をささげるテーブル、アブズと呼ばれる聖なる水のプールがあり、オーブンが建物の外にあるなど、メソポタミア神殿の特徴を色濃く備えている。淡水魚の骨が出土したことから、当初から淡水を司る神があがめられていたと考えられる。ジョーン・オーツ（Joan Oates）はこれについて次のように言及している「ウバイド期からそれに続くシュメール時代にかけて、エンキ神殿の周辺に少しでも大きな変化があれば、神殿がこの場所にあること、その宗教・建築の伝統が破壊されずに残っていることは信じ難いことだ。」
ここで崇拝されていた神がエンキであるか、エンキと似た位置づけの別の神（アプスーなど）であるかは不明である。

## 神性と特徴
工芸（=gašam）、水（=a, ab）、知性（=gestú（「耳」の意））、創造（Nudimmud）を司る。

### 知識・魔法・淡水を司る神性
エンキは、世界の創造者であり、知識および魔法を司る神とされる。彼は、地下の淡水の海である「アプスー」（アッカド語の読み。英語・ギリシャ語の abyss（「深淵、奈落」の意）の語源であるとする説もある）の主である。アッカド人による称号は「水の家の主」。また、人類に文明生活をもたらす「メー」と呼ばれる聖なる力の守護者でもある。はるか昔、人間が野蛮で無法な生活をしていた時に海から現れ、手工業、耕作、文字、法律、建築、魔術を人間に教えたとされる。
後期バビロニアの文書エヌマ・エリシュによると、神々の父であったアプスーは、若い世代の神々に平穏な眠りを乱されたため、彼らを滅ぼそうとした。アプスーの孫にあたり、当時神々の中で最強であったエンキは、若い世代の神々の代表に選ばれた。彼はアプスーに魔法をかけて深く眠らせたうえ、地底深くに閉じ込めて殺した。エンキは、世界を豊かに保つ力をアプスーから獲得し、そのまま地底を住処として、淡水および繁殖を司る神としての役割を継承した。

### 繁殖・豊穣を司る神性
伝承では、古代の創造の女神であり、「偉大な神々に命を与えた母なる女神」である女神ナンム（Nammu）がエンキの母であるとされており、エンキとは水による創造の力を持つという共通性によって、エンキ（エア）は女神ナンムが姿を変えたものであるとも考えられている。ベニート（Carlos A. Benito：ペンシルベニア大学Ph.D）は、「エンキに関しては、性のシンボリズムの興味深い変化が窺える。メソポタミアにおいては、土地は「水」によって豊かさがもたらされるとの通念があるが、シュメール人は、この「水」の神格化の対象・意味合いについて、女神ナンム時代の女性的な「生命を産み出す海」から、エンキ時代の男性的な「精子」へと、とらえ方を変化させている。たとえば、シュメールのある聖歌では、涸れた川岸にエンキが立ち、彼の水で満たした、との部分がある」と述べている。このようなエンキの男性的な繁殖・豊穣を司る神性については、配偶者である女神キ（Ki） または女神ニンフルサグとの、ヒエロス・ガモスすなわち「聖なる結合」との関連性も示唆されるところである。

### 死後の世界との関連
紀元前2000年以前の初期の王家の碑文には、「エンキの葦（the reeds of Enki）」について触れられている。葦は、建築に用いられるほか、籠・箱などの材料にも用いられる重要な資材であり、死者や病人が運び出される市壁の外から調達されていた。このことから、シュメール神話では、エンキには、死後の世界との関連性があると考えられている。

### 象徴する動物・惑星
エンキを表す象徴には、山羊と魚があげられる。両者はのちに統合され、黄道十二星座のやぎ座を象徴する怪物カプリコルヌスとなった。また、シュメールの天文学においては、地上から見た位置変化のスピード、太陽からの距離が近いなどの点から、エンキは水星の象徴とされた。

## 女神ニンフルサグとエンキの後裔たち
エンキは、理想的な神ではなかった。水の神にしてはビール好きであり、繁殖・豊穣の神にもかかわらず、近親相姦を行った。伝説によれば、エンキは配偶者ニンフルサグとの間に女神ニンサル（Ninsar：植物を司る）という娘があったが、ニンフルサグの不在の間、ニンサルと関係を持ち、女神ニンクルラ（Ninkurra：農耕・牧畜を司る）という娘をもうけた。
さらに、彼はそのニンクルラとも関係を持ち、女神ウットゥ（Uttu：機織り、もしくは蜘蛛を司る）をもうけた。
そしてさらにエンキは女神ウットゥと関係を持った。しかし、エンキは、ニンサル・ニンクルラに対してしたのと同様に、しばらくするとウットゥのもとを去ってしまい、困惑した女神ウットゥは、戻ってきた女神ニンフルサグにそのことを相談した。ニンフルサグは、エンキの見境のない欲求に憤り、ウットゥに対して、水神エンキの勢力のおよばないよう、川の水辺から逃れるよう言った。そして、ニンフルサグは、ウットゥの子宮からエンキの精を取り出し、土に埋めた。すると、そこから8種類の植物が芽を出し、みるみると成長した。エンキは、僕である双面のイシムードとともに、それらの植物を探し出すと、その実を食べてしまった。自らの精を取り込んでしまった彼は、あご・歯・口・のど・四肢・肋骨に腫れ物ができた。エンキは途方にくれていたところ、ニンフルサグの聖なる狐がウットゥを連れ戻してきた。
ニンフルサグの心は和らぎ、エンキの体からアブ（Ab:水、または精）を取り出し、ウットゥの体に戻した。ウットゥからは8つの神
- アブー（Abu）
- ニントゥルラ（Nintulla：またはニントゥル（Nintul））
- ニンストゥ（Ninsutu）
- ニンカシ（Ninkasi）
- ナンシェ（Nanshe）
- エンシャグ（Enshag：またはエンシャガグ（Enshagag））
- ダジムア（Dazimua）
- ニンティ（Ninti）

が生まれ、エンキの体の各部にあった腫れ物は癒された。このように、上記の神話物語は総じて、土（女神ニンフルサグ）に「水（エンキ神）」が加わることによって生命が産み出されるということ、また、生命が生み出され育った後も、例えば植物が果実を形成する時など、再び「水」が必要とされるということを、象徴的に示している。
さて、8神のうちニンティ（シュメール語で「あばら骨（Rib）から出た女神」）は、ニンフルサグの称号のひとつである「生命（Life）の女神」と、語感上の関連性がみられ、ニンティが生命の女神としての役割をニンフルサグから引き継いだことが考えられる。ニンティは、その後、すべての生命の母として称えられるようになった。それは、後世のフルリ人の女神ケバ（Kheba：ヘバート（Hebat）、ケパート（Khepat）ともいう）も同様である。また、『旧約聖書』の「創世記」においてアダムのあばら骨から作られたとされる、イヴ（ヘブライ人の神話ではハッワー（Chavvah）、アラム人の神話ではハウワー（Hawwah））についても、同じ呼び方であり、上記のシュメール人の神話が転じたと考えられる。
ミシシッピ州、ミルサップス・カレッジ（Millsaps College）のロバート・マッケルバン（Robert S. McElvaine）教授は、これらの神話は家父長制成立の黎明期に成立したことを示そうとしている。神話のストーリーによって、すでに慣行となっていた男性による支配を正当化しようとしているとのことである。上記の神話においては、生命を生み出す過程で女神ニンフルサグが積極的な役割を果たしているが、その後の家父長制となるにつれ、男性の精が生命を生み出す種子として位置づけられる一方、女性は「大地のように、豊かで、肥沃でしかし種子がその中に根を張らない限り空虚である」（P125）存在に矮小化されたとらえられ方をされるようになった。「種子のメタファーが、男性を、命を生み出す際には傍観者の役割にしかすぎない状態から一歩進ませて、神のような創造者として位置づけた一方で、女性の位置づけは生命の創造者そのものから、創造の力を持たない土くれのようなものに変質させた」（P128）。

## 全地の言葉を乱す
シュメールの叙事詩『エンメルカルとアラッタ市の領主』では、ウルクの王であるエンメルカルが神話を語り始める部分として、以下のように述べられている（原典からの英訳は、サミュエル・ノア・クレーマー（Samuel Noah Kramer）による）。

## 大洪水から人類を護る
シュメールの神話によると、エンキは人類が滅ぼされるべく定められた大洪水を生き延びるよう、助けを与えた。アトラハシス（またはジウスドラ、ウトナピシュティム）の伝説によれば、神々の王エンリルは、地上に繁殖した人類の騒擾が耳に障ったため、彼らを滅ぼそうと企てた。そこでエンリルは人類に対し、1度目には旱魃を、2度目には飢饉を、3度目には疫病をもたらした。しかし、エンキは人間のアトラハシスに灌漑農業・麦の栽培・医学の知識をもたらし、腹違いの兄弟であるエンリルの計画の実現を3度とも阻止する。こうして、人類は4たび地上に繁殖した。これに怒ったエンリルは、神々の会議を召集した。エンリルは今度は、人類を絶滅させる計画を人類にもらさないよう、神々に約束させた。エンキは、アトラハシスという人間の住んでいる葦の小屋の壁を通して、彼ら人類に迫る危機を聞かせた。そして、彼にこっそりと、アトラハシスと彼の家族の乗るための舟の作り方を教えた。そして大洪水が訪れ、7日7晩続いた。洪水が引いた後、アトラハシスは、ツバメ・鴉・鳩を放して、洪水の水が引いたかどうかを確かめた。そして、水が引いて船底が地につくと、神々に犠牲が捧げられた。一方、エンリルは、彼の計画が再び阻止されたことに怒り、エンキに容疑が着せられ、人類への罰が検討された。それに対しエンキは、エンリルが罪のないアトラハシスを罰するのは公平ではないと神々に弁明し、もしも人類が出生を適度に抑え、自然界のおきてを守るなら、神々も人類を滅ぼさないとの約束をとりつけた。ただし、もし人類がこの契約を尊重しないならば、神々が再び大破壊を引き起こすことは自由であると、念押しがされた。以上の話は、現存する最古の中東の大洪水伝説であることは明らかである。

## エンキとイナンナ
エンキは、女神イナンナに対しては、非家父長制的な側面を見せている。
ウルクのエアンナ神殿の若い女神イナンナにまつわる神話「エンキとイナンナ」によれば、あるとき、年老いたエリドゥの神エンキが訪れ、饗宴のもてなしを受けた。その宴においてエンキは、イナンナにビールをすすめて誘惑しようとしたが、彼女は純潔を守った。反対に、エンキは酔っ払ってしまった。そして彼は彼女に気前よく、文明生活の恵み「メー」をすべて与えてしまった。次の朝、二日酔い気分で、彼は召使のイシムードにメーのありかをたずねたが、そのとき初めて彼はメーを失ったことを知った。彼は取り乱し、メーを取り戻すためにガラの悪魔を差し向けたが、イナンナはその追跡から逃がれ、ウルクの川岸に無事たどりついた。エンキはだまされたことを悟り、最終的に、ウルクとの永遠の講和を受け入れた。この神話は、太初において、政治的権威がエンキの都市エリドゥからイナンナの都市ウルクに移行するという事件を示唆していると考えられる。
「イナンナの冥界下り」という神話においては、次のような物語がある。あるとき、イナンナは、姉妹である女神エレシュキガルのもとを訪れた。エレシュキガルは、夫グガランナ（Gugalana：Guは「雄牛」、Galは「偉大な」、Anaは「天」の意）を、人間の英雄ギルガメシュとエンキドゥに殺されて喪に服しており、イナンナは彼女を慰問したのであった。金星を司る女神イナンナは出発に際し、宵の明星として彼女の代役をつとめることもある、しもべのニンシュブール（Ninshubur：Ninは「女性」、Shuburは「夕べ」の意）に対し、もし自分が3日のうちに帰還しなければ、イナンナの父神アン、神々の王エンリル、ないしはエンキに助けを求めるよう命じておいた。果たしてイナンナは3日のうちに戻らなかったので、ニンシュブールは、まずアンに助けを求めたが、彼はイナンナは力の強い女神であるから大丈夫であると言うのみであった。次にニンシュブールはエンリルに助けを求めたが、彼は宇宙を運営するので手一杯であるとして取りあわなかった。最後にニンシュブールは、エンキに助けを求めた。エンキはイナンナを心配し、配下のガラの悪魔、すなわち、神の指の爪の下の汚物から作られた性別のない存在であるガラトゥッラ（Galaturra）とクルガッラ（Kurgarra）を放ち、女神イナンナを取り戻した。
この話に現れるガラの悪魔は、ギリシャ・ローマにおいては、女神キュベレーの信奉者である去勢された男性を指す「ガリ」（Galli）の語源となっていると考えられる。彼らは、宗教儀礼において重要な役割を果たしていた。また、アメリカインディアンの部族の中にも、一人の人格の中に男性と女性の両方が出現するバーダッシェ（berdache）と呼ばれる人々がいるが、同様に宗教・生活において重要な役割を果たしていた。
また、「イナンナとシュカレトゥーダ（Shukaletuda）」という物語では、次のような話がある。庭師のシュカレトゥーダはあるとき、エンキの命令でナツメヤシの木の手入れをしていたところ、木の下でイナンナが眠っているところに出くわし、そのままイナンナを犯してしまった。イナンナは、目が覚めて自分が犯されたことがわかると、犯人を探して処罰しようとした。シュカレトゥーダは、エンキに庇護を求めた（ちなみに、フランスのジャン・ボッテロ（Jean Bottero）は、エンキがシュカレトゥーダの父親であると考えている）。エンキはシュカレトゥーダに、古典的なやり方ではあるが、イナンナに見つからないためには、町の中に隠れるのがよいと助言した。エンキとしては、助けを求める者には誰にでも神として庇護を与えるべき体面と、イナンナについてはメーの力を与えるまでの深い関係にあることとの間で、微妙な立場に置かれてしまった。エンキは、偉大なる審判者としての立場からであるとして、イナンナに対して、衝動的な怒りはおさえるようにと働きかけた。ところが、ようやくイナンナの怒りがしずまったところで、今度は彼女もまたエンキに対し、アヌンナキおよびイギギの神々の集会において、今回の件での代弁者となってほしいと、助けを求めてきた。イナンナが今回の件についてわけを話すと、彼は正義が行われる必要があると言って援助を約束し、とうとう彼女にシュカレトゥーダの居場所を教えてしまった。

## エンキの描写
エンキは生命と回復を司る神と考えられており、描かれる場合には、チグリス川とユーフラテス川を象徴する二つの水流が肩から発している姿をとることが多かった。彼のそばには自然の男性面と女性面を象徴する木がある。錬金術師のようないでたちをしたエンキはそれら両面を見事に混ぜ合わせ、いくつかの存在を創造し地表から生じさせる。
エンキの性格は道化師や奇術師のようではない。彼は馬鹿ではないし、だますこともだまされることもない。彼は男らしいリーダーであり、いつもそのように振舞っていた。彼は基本的には神々のトラブルの解決役であり、世界に対立や死をもたらすものを避けたり、あるいは武装解除したりすることもある。彼は慈悲の心とユーモアのセンスをもって、異母兄弟である神々の王エンリルの怒りを鎮める仲裁者でもあった。神話「エンキとイナンナとメ」においては、彼は愛と戦争を司る女神イナンナの限界を試し、しかる後に自ら敗北を認めて、エンキの都市エリドゥとイナンナの都市ウルクの絆を強めたりもした。
エンキはまた、地底の淡水の湖アプスー(ギリシャ語・英語ではabyss)の主であった。
「エンキ：淡水の主、すべての技術・魔術・知識のマスター」というエッセイでは、エンキについて次のように述べている。
「(エンキは)メソポタミアおよび世界の宗教上最も完全で新しい男性像である。彼は時間を超越した価値・特性を有しており、メソポタミアで最も愛された神の一人といっても驚きではない。どうしてそれほど完全なのか。それは、彼の中で、情熱的で喜びに満ちた恋人・神秘家・戦略家・魔術師・神々の支配者・世界の秩序の維持者・人類と神々の救済者がすべてひとつになっているからだ。
エンキは…高潔で衝動的でエネルギッシュな知識の主であり、真理の探究者であり、魔術・魅惑の熟達者である。」

## 影響
エンキおよびエアは、伝説上の最初の人間アダパ (Adapa) のように魚の皮膚をもった人間として描かれることがある。それは、エンキを祀る神殿エアプスの名が「深淵の家」を指すこととあいまって、当初よりエンキが水を司る神としての特性を有していたことを物語っている。エンキをエリドゥにおいて奉献していた、メソポタミア史最初期にさかのぼる集団については、「エサギラ」(Esaggila：「高き頭の家」("E"は「家」、"sag"は「頭」、"ila"は「高い」))とよばれるニンフルサグを奉献する神殿と交流があったこと、その「エサギラ」はバビロンにおけるマルドゥクの神殿と同じ名を持っており、階段状の塔もしくはジッグラト(「エクル」(Ekur:"E"は「家」、"kur"は「丘」)として知られるニップルにおけるエンリル神殿と同様のもの。)を指していること、そこでは儀式の呪文において「水」が神聖な元素として中心的役割を果たしており、礼拝形式に特徴を添えていることなどが知られているが、その他には、はっきりしたことは知られていない。このことは、エンキとニンフルサグの間のヒエロス・ガモス(神聖なる結婚:少なくとも一方が神である場合に用いられる）にまつわる叙事詩との関連を示しており、そこからさらに神話を因果関係論的に解釈すると、乾燥した土地が灌漑の水が引かれることにより肥沃化することにつながっている（シュメール語では"a"もしくは"ab"は、水もしくは精子を意味する）。事実エンキとニンキは、ラガシュの王ウルカギナの初期の記録では、神アン（天を司る）および神キ（地を司る）の子である7組の神々（エリドゥの神エンキ、ニップルの神エンリル、ウルの神シン）の最初のものであったということを示す例がある。アプスーの神殿の前にあった池は、神ナンナ（アッカド語では、ウルの月神シン）の神殿でも同様の様式がとられ、中東全域にひろがった。そしてそれは、今日ではイスラム教のモスクの聖なる池として形をとどめている。
エリドゥがかつてシュメールにおいて重要な政治的役割を果たしたのかどうかは、定かではない。いずれにせよ、神エアの存在が傑出したものであったことから、エリドゥはニップルの場合と同様、政治的な役割を終えてからも長きにわたり、神聖なる都市として延命した。エアが傑出した存在として描かれている神話は、アッシュールバニパルの図書館、およびアナトリア半島にあるヒッタイト王国の都ハットゥシャの公文書館に見られる。エアもしくはエンキは、シュメールの外にも広範な影響をおよぼしたことから、（ウガリットの）エルや、おそらくはカナン神話の神(エブラの)ヤハと同一視され、フルリ人やヒッタイト人の神話にも、契約の神として登場し人々に特に好まれていた。エンキが、生命を与える水を由来とされているのと同様、西部セム系民族のなかでは、エアは生命を現す「*hyy」という語に相当するとみなされていた。エンキ・エアとも、本質的には、文明・知識・文化を司る神であり、また人類の創造者・保護者、そして世界一般をも司るものであった。かかる見方は、神マルドゥクの叙事詩でエンキ・エアの偉業が称えられており、マルドゥクの宗派とエンキ・エアの宗派が近しいことなどに見ることができる。これら両宗派の関連性は、(1)バビロンにあるマルドゥクの聖域の名前がエリドゥの神殿の名と同じ「エサギラ (Esaggila)」であること、(2)マルドゥクは一般的には神エアの息子と称されており、その力は父神エアの自発的な権威放棄により息子マルドゥクのために引き継がれたこと、といった、重要な関連性があることからも生起している。マルドゥクがエアの権威を引き継いだことと関連しては、もともとはエアの宗派のものであった祈祷文・聖歌の一部が、バビロンの司祭によって書き直され、マルドゥク崇拝に適用されたことが挙げられる。

## エア、および西セム文化における神々
1964年、 ローマ・ラ・サピエンツァ大学のパウロ・マッティエ(Paolo Matthiae)に率いられたイタリアの考古学者のチームが、紀元前3千年紀の都市エブラの一連の発掘調査を行った。大量の文書資料が発掘され、後にジョバンニ・ペティナート(Giovanni Pettinato)博士によって翻訳された。その中で、彼はエブラの人々がカナン神話の主神エールの名を「イア(Ia)」に置き換えて呼ぶ傾向(例：「ミカエル」(Mika"el")→「ミキヤ」(Mik"iah"))があることを指摘した。
フランスの歴史学者ジャン・ボッテロ(Jean Bottéro)その他多数の人々は、このケースのような語尾の「イア」("Ia")は、エア("Ea")つまりエンキのアッカド語の名を西セム語的に発音したものである、との意見をもっている。語尾の「イア」はセム語族の衰退とともに見られなくなっていった。この中で神イアフ("Iahu")も消えていったが、これは後に変化して旧約聖書中の神ヤハウェ(Yahweh)となった可能性がある。また、イアは、語源の少なくとも一つ以上がヤウ(Yaw)もしくはヤア(Ya'a)であったことからも、ウガリット語においてはヤム(Yamm:「海」、もしくはナハールの審判者(Judge Nahar)、もしくは川の審判者(Judge River))に相当すると考える向きもある。エア・ヤムともに水の神であり、「嵐の」神と呼ばれることもあった。「エア」の方は創造者・地下から来る甘い恵みの水の神であり、関連する「エンキ」は土地そのものを肥沃にする役割を担っていたことには留意が必要である。
一方で、ヤムは、塩水の神であることに加え、船を沈め都市を洪水で呑み込む嵐の神であり、一般的には争いを避ける性質をもつエアに比べ、より凶暴な性質をもっているといえる。実際メソポタミアにおいては、古代のペルシア湾の海岸線沿いにある（現在は内陸となっている）港湾都市であった、最盛期の古代都市ウルにおいては、最も神聖な神殿は、真水のもつ生命を与える本性に常に捧げられていた。それは、塩分を含む海水のもつ、生命を脅かす性質とは相対するものと位置づけられていた。また、淡水の主エアは、嵐の神であり兄弟神であるエンリルの敵対者として位置づけられている。エンリルは、西セム文化における嵐の神であり、天の王・天と地との創造者であるバアルおよびハダド(Hadad)に相当するとみなされている。商人として知られていたカナン人の間では、ヤムは船員にとって重要な神であったが、西セム文化の神話においてはヤムと常に敵対する存在であった、バアルおよびハダドと比較したときには、その存在感はやや劣るものであった。